# تشو تشو
تشو تشو (بالصينية: 朱珠) هي عارضة ومغنية وممثلة صينية، ولدت في 19 يوليو 1984 في الصين.

## أعمال

### أفلام
- (2017) تيوب لايت

### مسلسلات
- ماركو بولو

## وصلات خارجية
- تشو تشو على موقع IMDb (الإنجليزية)
- تشو تشو على موقع ألو سيني (الفرنسية)
- تشو تشو على موقع قاعدة بيانات الفيلم (الإنجليزية)